# レスパスシティ
レスパスシティとは、愛媛県東温市にある複合商業施設である。
かつて東温市見奈良にあった養鶏場の移転跡地が開発された。

## 概要
- 当時の温泉郡重信町にあり、2000年10月12日開業[1]
- 運営母体は株式会社レスパスコーポレーション（ビージョイグループの一員で、1990年設立当時は有限会社[2]）
- 所在地:愛媛県東温市見奈良1125番地

## 施設

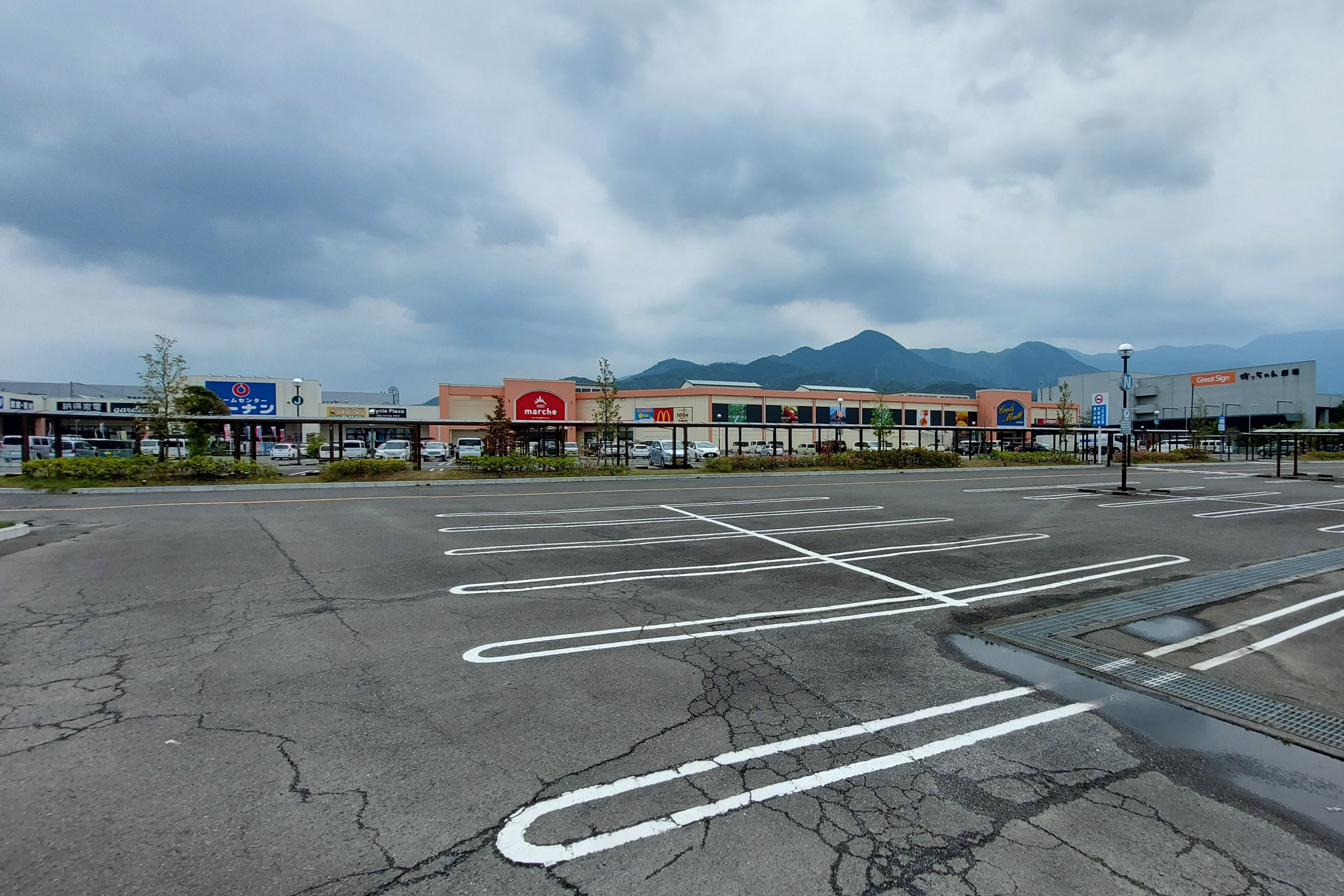
クールス・モール

- ショッピング

- - クールス・モール（アウトレットモール）
    - 東温アートヴィレッジセンター

  - フジ見奈良店・くすりのレデイ
  - コーナン見奈良店
  - いしづち山麓マルシェ
  - 宝くじ売場
- レストラン
  - オールド香港
- 温泉・宿泊
  - 天然温泉利楽
- 劇場
  - 坊っちゃん劇場
- レジャー施設
  - ジョイグリーン

### 関連施設
- ケアハウス幸楽
- リバーサイドショッピングセンター

## かつての施設
- ディック見奈良店（2007年12月に閉店撤退）
- ゆめのサーカス（旧ディック店舗建物内）
- ラジコン天国（旧ディック店舗建物内・2009年4月12日閉店）